# Didier de Saint-Jaille

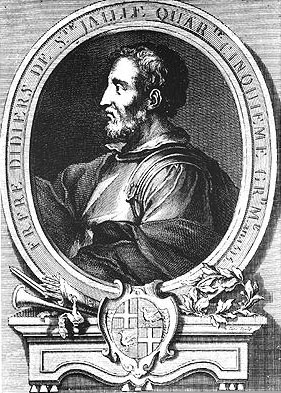
Didier de Saint-Jaille
Kupferstich um 1725

Großmeisterwappen von Didier de Saint-Jaille

Didier de Saint-Jaille (* in Toulon; † 26. September 1536 in Montpellier) war ein provenzalischer Adliger und von 1535 bis zu seinem Tod der 46. Großmeister des Malteserordens.

## Leben
Er stammte aus der Provenzalischen Zunge des Ordens und war dort von 1523 bis 1535 Großprior von Toulouse. Er wurde am 22. November 1535 in Abwesenheit zum Großmeister gewählt wurde. Er erfuhr in Frankreich von seiner Wahl und starb bereits weniger als ein Jahr später während der Reise nach Malta.